# سنگ بیرونی
سنگ بیرونی (انگلیسی: Extrusive rock) به گونه‌ای از سنگ‌های آتشفشانی آذرین گفته می‌شود که هنگام تشکیل آن ماگمای داغ از درون زمین به بیرون جریان یافته و به صورت گدازه به سطح زمین می‌رسد یا با انفجار در جو زمین به شکل سنگ آذرآواری یا توف به سطح زمین برمی‌گردد. سنگ‌های بیرونی در مقابل سنگ‌های نفوذی قرار می‌گیرند که در آنها ماگما به سطح زمین نمی‌رسد.
مهم‌ترین تأثیر خروج ماگما این است که ماگما در هوای آزاد یا در زیر آب دریا می‌تواند بسیار سریع‌تر سرد شود و در نتیجه زمان کمی برای رشد بلورهای آن وجود دارد. گاهی بخش باقی‌مانده از خمیره به‌طور کلی بلوری نمی‌شود و به جای آن به شیشه طبیعی یا ابسیدین تبدیل می‌شود.
بازالت، ریولیت، آندزیت، ابسیدین و سنگ پا نمونه‌هایی از سنگ‌های نفوذی به‌شمار می‌روند.